# Роджер Міджлі
Роджер Міджлі (англ. Roger Midgley, 23 листопада 1924 — 12 грудня 2019) — британський хокеїст на траві.
Бронзовий призер Олімпійських Ігор 1952 року.